# Billy Sunday

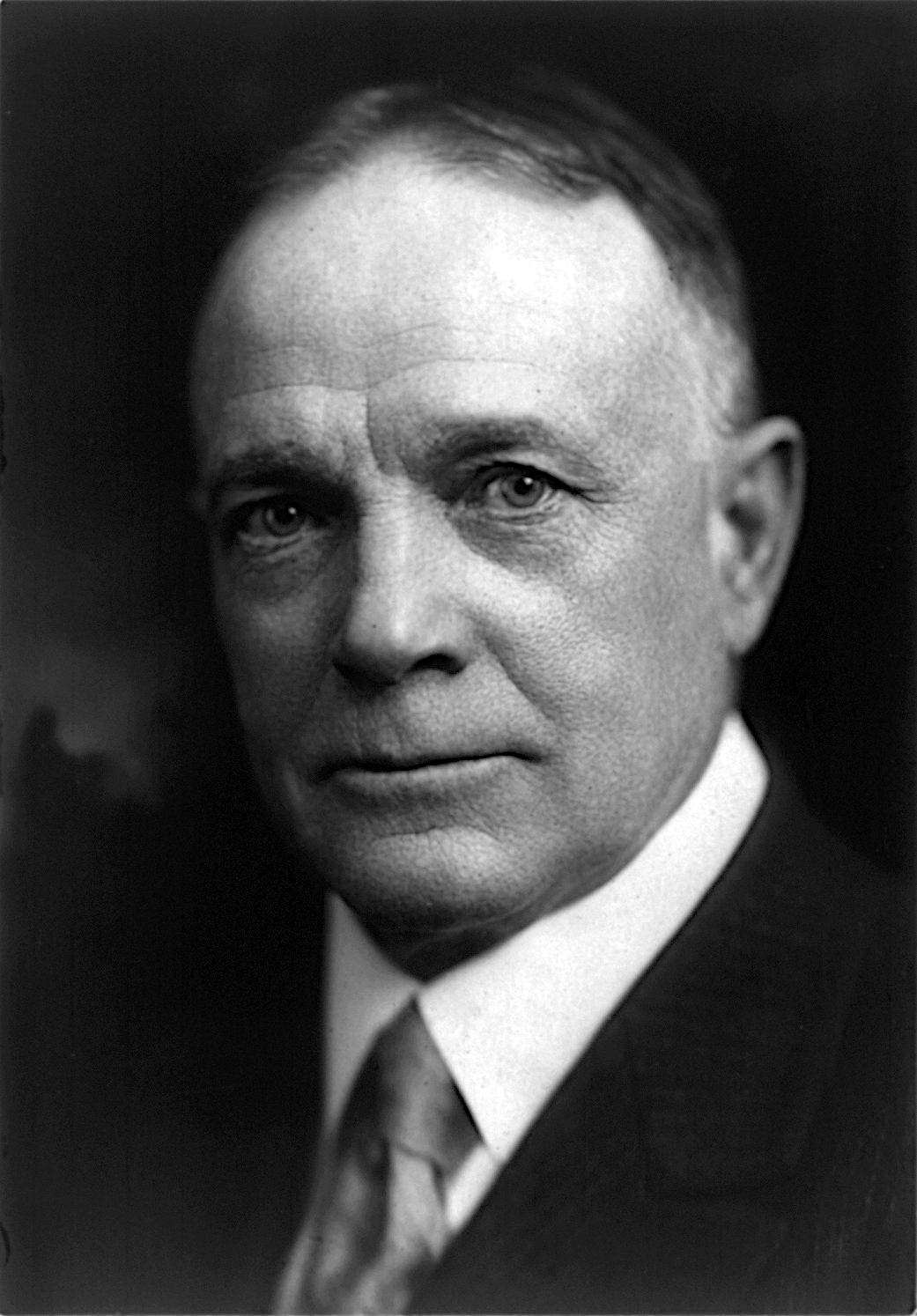
Billy Sunday

Billy Sunday, mit bürgerlichem Namen William Ashley Sunday (* 19. November 1862 bei Ames, Iowa; † 6. November 1935), war ein US-amerikanischer Sportler und presbyterianischer Massenprediger. In den 1880er Jahren wurde er zum bekanntesten und einflussreichsten amerikanischen Evangelisten; sein Einfluss hielt bis in die ersten zwei Jahrzehnte des 20. Jahrhunderts an.

## Leben und Wirken
Billy Sunday wurde in der Nähe von Ames, Iowa geboren. Sein Vater, William Sunday, war Soldat im Amerikanischen Bürgerkrieg. Er starb an einer Lungenentzündung fünf Wochen nach Billy Sundays Geburt. Als Sunday zehn Jahre alt war, schickte seine Mutter ihn in ein Waisenhaus für Soldatenkinder in Glenwood, Iowa. Dort lernte er geordnete Verhältnisse kennen und während der Schule taten sich seine außergewöhnlichen sportlichen Fähigkeiten auf, die ihn 1883 zu den Chicago White Stockings, etwas später zu den Pittsburgh Pirates, 1890 zu den Philadelphia Athletics und in die Baseball-Nationalmannschaft brachten. 1885 gab es ein spektakuläres Rennen zwischen Sunday und Arlie Latham, dem damals schnellsten Läufer in der amerikanischen Leichtathletik-Rangliste. Sunday gewann diesen Hundertmeterlauf.
Sundays charismatische Persönlichkeit und seine Haltung machten ihn beliebt bei seinen Anhängern Fans. 1886 bekehrte er sich beim Hören von alten Gospellieder zum christlichen Glauben und besuchte danach die Jefferson Park Presbyterian Church regelmäßig. Er engagierte sich bald darauf für die Pacific Garden Mission in Chicago; 1891 wurde er Mitarbeiter beim YMCA. Ein wichtiges Vorbild war ihm der Evangelist Dwight Lyman Moody.
Sunday inszenierte ab 1896 evangelikale Massenspektakel und verlangte sogar Eintrittsgelder dafür. Die erste fand im ländlichen Garner in Iowa statt. Mit Hilfe neuer Kommunikationsformen, Lautsprechern und Verstärkern erreichte er im Laufe seiner 30 Jahre als Wanderprediger bei über 300 Erweckungsversammlungen 100 Millionen Menschen, wobei sich etwa 300.000 für den christlichen Glauben entschieden haben. Am Schluss seiner Veranstaltungen rief er jeweils zur Umkehr zu Jesus Christus auf. Homer Rodeheaver begleitete ihn als Chorleiter, und seine Frau Helen Amelia Thompson half ihm bei der Organisation und verbesserte auch seinen Wortschatz und seine Formulierungen. 1903 wurde Sunday als presbyterianischer Geistlicher ordiniert, und er erhielt ein Training beim gelehrten Pastor und Evangelisten John Wilbur Chapman.
Sein Predigen war nicht besonders gelehrt, jedoch einfach verständlich und massentauglich. Er mietete für seine Wanderpredigten sogar ein Zirkuszelt, später ließ er lange vor seinem Eintreffen große Zelte aufstellen und von den Gemeinden größere Predigtsäle bauen; teilweise wurden sie später als Kinos benützt. Am 12. November 1916 predigte er vor 55.000 Zuhörern in einem temporären Gotteshaus, das an der Huntington Avenue in Boston errichtet wurde; wobei noch 15.000 Eintrittswillige abgewiesen werden mussten.
Er zählte zu seiner Zeit zu den reichsten Amerikanern, er war auf diese Tatsache stolz und blieb dennoch in seinem Lebensstil unauffällig. Von Sinclair Lewis und Mark Twain wurde er karikiert, etwa im Roman Elmer Gantry. Er war Abstinenzler und setzte sich vehement für die Prohibition und gegen Kinderarbeit ein.
Sundays Popularität schwand erst nach dem Ersten Weltkrieg, als neue Medien aufkamen. Historiker haben den Erfolg von Sundays Wirken im Allgemeinen auf die Einfachheit seiner Botschaft, die Sicherheit, die er durch die Bekräftigung traditioneller Sitten und Moralvorstellungen vermittelte, die ausgeklügelte Durchführung seiner Auftritte und seine spektakuläre Showmanship zurückgeführt.
In Winona Lake in Indiana, wo Sunday seit 1911 sein Hauptquartier hatte, gibt es The Billy Sunday Home Museum und ein Besucherzentrum.

## Familie
Sunday traf Helen Amelia Thompson (1868–1957) 1876 in Chicago und heiratete sie 1888. Sie hatten zusammen vier Kinder, Helen Edith, George Marquis, William Ashley Junior und Paul Thompson. Nach 1907 bereitete sie oft seine Veranstaltungen vor und reiste mit Sunday zusammen durchs Land. Nach Sundays Tod 1935 reiste sie weiter durch die USA, um Spenden für andere christliche Werke zu sammeln.